# Западный Сент-Пол (Манитоба)
Западный Сент-Пол (англ. West St. Paul) — канадский город в области Виннипег, провинция Манитоба. Расположен рядом с северной частью Виннипега и непосредственно к западу от Ред-Ривер. Он является частью области (метрополитена) Виннипег, и по данным переписи населения 2021 года население Западного Сент-Пола составляло 6 682 человека.
Включает в себя две общины, Миддлчерч и Риверкрест. Миддлчерч является более крупным, на его территории находятся: муниципальная ратуша, кладбище, клуб кёрлинга, пожарную станцию, церковь Святого Павла, дом Миддлчерча в Виннипеге и Грассмер-Крик, расположенные в южной части. Община Риверкрест расположено на севере и содержит Западную школу Святого Павла и Королевский яхт-клуб Манитобы.

## История
Западный Сент-Пол был образован 3 ноября 1915 года, когда муниципалитет Сент-Пол (1888-1914) был разделен на Западный Сент-Пол и Восточный Сент-Пол.

## Демография
По данным переписи населения 2021 года, проведенной Статистическим управлением Канады, население Западного Сент-Пола составляло 6 682 человека, проживавших в 2228 из 2270 частных домов, что на 24,5% больше, чем в 2016 году, когда население составляло 5 368 человек. При площади суши 87,49 км2 плотность населения в 2021 году составляла 76,4 чел./кв.км..

## Объекты города

### Здание муниципалитета
Двухэтажное муниципальное здание было построено в 1917 году и расширено за счет северной и южной пристройки в 1989 году. Это здание считается признанной исторической достопримечательностью Манитобы муниципального уровня и в настоящее время является единственным официальным историческим объектом в пределах Западного Сент-Пола.

### Англиканская церковь святого Павла
Основанная в январе 1825 года, англиканская церковь Святого Павла была построена для того, чтобы не отставать от растущего населения вдоль реки Ред-Ривер. Она открылась для богослужений 30 января 1825 года с участием прихожан разных рас и вероисповеданий. Известная как "Средняя церковь" из-за своего расположения между Сент-Джонсом и Сент-Эндрюс-на-Реде, она была освящена в собор Святого Павла 6 января 1853 года. Поврежденная наводнением в 1826 и 1852 годах, она была впервые перестроена в 1844 году, а нынешнее здание - между 1876 и 1880 годами. Консультативный совет по историческим местам Манитобы установил мемориальную доску в 1975 году из-за ее исторической важности, однако она еще не внесена в список исторических мест Манитобы.. Таким образом, церковь и приход дали название как муниципалитету, так и близлежащей общине.

### Кёрлинг-клуб
Кёрлинг-клуб Западного Сент-Пола действует с 1963 года. Известность получил в 2015 году, когда команда Рида Карразерса выиграла чемпионат провинции Манитоба по кёрлингу среди мужчин и заняла десятое место в мужском чемпионате Канады, а также выиграли Кубок Канады по кёрлингу 2016 года.